# Leiomela subbrevifolia
Leiomela subbrevifolia är en bladmossart som beskrevs av Brotherus 1904. Leiomela subbrevifolia ingår i släktet Leiomela och familjen Bartramiaceae. Inga underarter finns listade i Catalogue of Life.